# 巴宰日
巴宰日（法語：Bazaiges，法語發音：[bazɛʒ]）是法国安德尔省的一个市镇，位于该省南部，属于拉沙特尔区。

## 地理
巴宰日（46°29'56"N, 1°32'0"E）面积18.37 平方千米，位于法国中央-卢瓦尔河谷大区安德尔省，该省份为法国中部省份，北起卢瓦-谢尔省，西北接安德尔-卢瓦尔省，西南接维埃纳省，南至克勒兹省和上维埃纳省，东临谢尔省。
与巴宰日接壤的市镇（或旧市镇、城区）包括：巴赖兹、索尔蒙、瑟隆、埃居宗-尚托姆、帕尔纳克、维古。

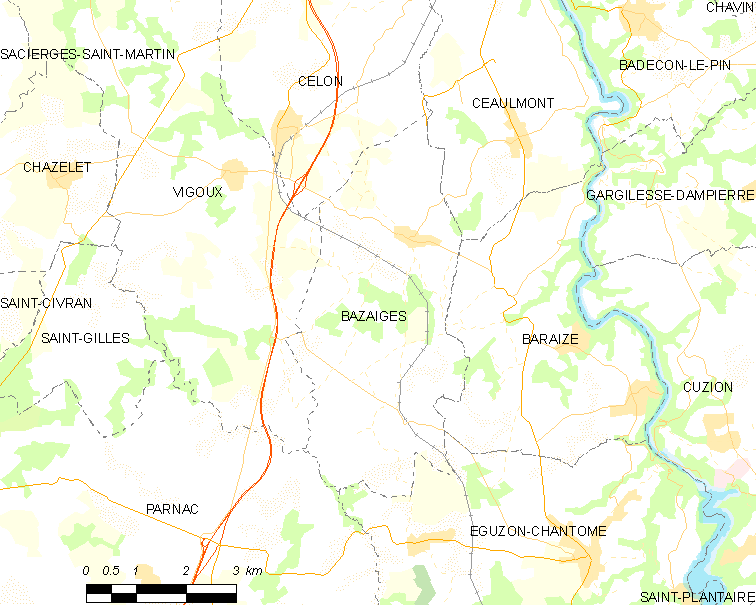
巴宰日的OSM定位图

巴宰日的时区为UTC+01:00、UTC+02:00（夏令时）。

## 行政
巴宰日的邮政编码为36270，INSEE市镇编码为36014。

## 政治
巴宰日所属的省级选区为克勒兹河畔阿让通县。

## 人口

1962-2008年间巴宰日人口变化图示

巴宰日于2022年1月1日时的人口数量为213人。